# Ernest Mayer
Ernest Mayer, slovenski botanik, * 10. november 1920, Zgornji Tuhinj, † 17. marec 2009.
Študiral je biologijo na Filozofski fakulteti v Ljubljani in Filozofski fakulteti Univerze na Dunaju. Leta 1956 je postal izredni profesor na Prirodoslovno-matematično-filozofski fakulteti, nato pa redni profesor botanike na Biotehniški fakulteti v Ljubljani, to delo je opravljal do leta 1978. Nato je prestopil v Biološki inštitut Jovana Hadžija SAZU, kjer je bil znanstveni svetnik do upokojitve leta 1991, še do leta 1994 pa tudi predsednik znanstvenega sveta ZRC SAZU.
Njegovo delo je bilo usmerjeno predvsem v fitogeografsko, morfološko in taksonomsko opredelitev flore višjih rastlin, ki rastejo na ozemlju nekdanje Jugoslavije in preostanku Balkanskega polotoka, s poudarkom na endemizmu in polimorfiji.
Izredni član Slovenske akademije znanosti in umetnosti je postal leta 1974, redni član pa leta 1983. Od leta 1993 je bil tudi redni član Evropske akademije znanosti in umetnosti. Za svoj prispevek k znanosti je prejel med drugim Jesenkovo nagrado Biotehniške fakultete (1979) in Kidričevo nagrado za življenjsko delo (1986).